# ディア・ドクター
『ディア・ドクター』（英題：Dear Doctor）は、2009年に公開された西川美和原作・脚本・監督による日本映画。笑福亭鶴瓶の初主演映画。
キャッチコピーは「その嘘は、罪ですか。」

## ストーリー
山間部に位置する人口1千余人の小さな村・神和田村にある村営診療所から村の唯一の医者・伊野治（笑福亭鶴瓶）が失踪する。伊野と数年来コンビを組んできたベテラン看護師の大竹朱美（余貴美子）や、地域医療を現場で学ぶため2ヶ月前から神和田村診療所で働いていた研修医の相馬啓介（瑛太）は突然の伊野の失踪に困惑するばかり。やがて村の依頼を受けた警察がやってきて伊野の捜索を始めるが、捜査を続けるうちに誰も伊野の背景を知らなかったことが明かされる。
かつて、神和田村には医者が一人もいなかった。そんな村にやってきた伊野はいろいろな治療を一手に引き受け、更には老人達の話し相手になってくれる大らかな人柄から村人に慕われるようになる。
そんなある日、伊野は鳥飼かづ子（八千草薫）という一人暮らしの未亡人を診察する事になった。伊野の診療を受けるうちに次第に彼に心を開いていったかづ子は、ある時伊野に「自分の家族に嘘をついて欲しい」と頼む。だが、伊野がその頼みを引き受けたことで、同時に伊野が隠してきたある「嘘」が次第に浮かび上がっていくことになる。

## キャスト
伊野治：笑福亭鶴瓶
神和田村の唯一の医者。村人達から慕われていたが、ある日突然失踪する。
相馬啓介：瑛太
伊野が失踪する二ヶ月前に神和田村にやってきた研修医。
大竹朱美：余貴美子
伊野の診療所に勤務している看護師。
波多野行成巡査部長：松重豊
伊野の捜索にやってきた刑事。
岡安嘉文警部補：岩松了
伊野の捜索にやってきた刑事。
曽根登喜男：笹野高史
神和田村の村長。
鳥飼りつ子：井川遥
かづ子の娘。現在は村を出て東京で医者をしている。
迫田圭子：キムラ緑子
かづ子の娘（長女）。
北岡咲子：滝沢涼子
かづ子の娘（次女）。
中野シゲ子：森康子
大竹清：五頭岳夫
井野美佐子：市川千恵子 
伊野の母。

山岡辰夫：奥野匡

高畑弘三：高橋昌也

高畑晴枝：石川真希

勅使河原恭平：中村勘三郎
救急病院の医師。
斎門正芳：香川照之
村に出入りしている置き薬屋。
鳥飼かづ子：八千草薫
村に住む未亡人。伊野の診療を受けたのをきっかけに次第に伊野に心を開いていった。ある時自分の病状を知り、彼に「自分の家族に嘘をついて欲しい」と頼む。
伊野元教授：飯沼慧
伊野の父。
そのほか：水島涼太、冷泉公裕、安藤玉恵、新屋英子、田中隆三、河原さぶ、森富士夫、川辺久造、市原清彦、志生野温夫、掛田誠、いか八朗、成瀬労、石田愛希、比佐廉　ほか

## スタッフ
- 原作：西川美和 「きのうの神さま」（ポプラ社刊）
- 監督・脚本：西川美和
- 音楽：モアリズム
  - エンディング：モアリズム「笑う花」
- 撮影：柳島克己
- 美術：三ツ松けいこ
- 照明：尾下栄治
- 録音：白取貢、加藤大和
- 編集：宮島竜治
- 衣装デザイン：黒澤和子
- 助監督：久万真路、平林克理、関谷崇、菊池清嗣
- 医学監修：太田祥一(東京医科大学)
- 医療指導：東京医科大学・救急医学/第二内科、東京医科大学病院救命救急センター、須田高之、立川法正、米倉克彦、市野真由美
- ロケ協力：東京医科大学病院、いばらきフィルムコミッション、常陸太田市、日立市、大子町役場　ほか
- スタジオ：日活撮影所
- プロデュース：加藤悦弘
- 企画：安田匡裕
- 製作者：川城和実、重延浩、島本雄二 (映画プロデューサー)、久松猛朗、千佐隆智、喜多埜裕明
- 配給：エンジンフィルム / アスミック・エース
- 製作委員会メンバー：エンジンフィルム、バンダイビジュアル、テレビマンユニオン、電通、衛星劇場、デンナーシステムズ、Yahoo! JAPAN

## 製作

### 企画
西川美和監督にとって本作は『蛇イチゴ』『ゆれる』に続く長編3作目となるが、前作『ゆれる』が予想以上に高評価を得て、とても怖くなり、自分はそれほどの力もないのに、みな騙されていると、そこからニセ者の話にしようと思い至ったという。

### キャスティング
主役の医師役には西川監督は、大柄で人が良さそうで、二枚目ではない役者として韓国人俳優のソン・ガンホをイメージし、日本人では誰がいるだろうかと悩んでいるとき、是枝裕和監督がテレビを見ながら「鶴瓶さんもいいんじゃない」と言った。笑福亭鶴瓶は多忙な芸人であることに不安もあったが、西川は「田舎のお年寄りからも無条件で好かれる人柄、でも人間の持っている不可解さや明暗の両面もちゃんと表現できる」と出演を熱烈にオファーし、『ゆれる』を見ていた鶴瓶は「こんなすごい間（ま）を表現できる人なら、ぜひ自分を委ねたい」と出演を快諾した。鶴瓶は好奇心が強くて、いろんなことに挑戦し、映画に対して、正面から取り組んだ。鶴瓶はロケ地の住民からも大変人気があり、サインを断らず、書いたサインは1000枚以上になったという。地元民が鶴瓶の楽屋を訪ねて悩み相談するほど、地元に親しんだ。瑛太は、撮影の最初の頃は年配者には知名度がなく「しょうた」と言われていたが、NHK大河ドラマ『篤姫』の出演シーンが増えるに連れ、どんどん人気が出てきたという。

### 撮影
2008年7～8月の1ヵ月半。西川監督が「緑の棚田に囲まれた山村」というイメージを希望していたことから、茨城県常陸太田市の西河内地区を中心に、ほぼオール茨城ロケで撮影が行われた。延べ800人の地域住民がエキストラとして出演している。茨城県以外では、エンドクレジットの撮影協力として東京医科大学病院が表記される。

## 批評家評
- 週刊文春「シネマチャート」邦画歴代（1977-2017年）ベストテン第18位[8]。（☆☆☆☆☆…満点、批評は公開時のもの）[8]。
  - 中野翠「いい脚本と演出を得て、鶴瓶はじめ演者達がみないい芝居を見せる。つきなみな感情誘導をしない、本当の意味で大人映画（☆☆☆☆☆）」[8]。
  - おすぎ「日本の監督で今一番輝いている西川美和の実力が本物だと判る1本です。鶴瓶が初めて俳優としての仕事をしています（☆☆☆☆☆）」[8]。

## 受賞歴
| 映画賞                                   | 受賞 |
| ---------------------------------------- | --- |
| 第33回山路ふみこ映画賞                   | - 映画賞（西川美和） - 映画功労賞（八千草薫） |
| 第1回TAMA映画賞                          | - 最優秀作品賞 - 特別賞（八千草薫） |
| 第34回報知映画賞                         | - 助演男優賞（瑛太） - 助演女優賞（八千草薫） - 監督賞 |
| 第22回日刊スポーツ映画大賞・石原裕次郎賞 | - 作品賞 - 監督賞 - 主演男優賞 - 助演女優賞（余貴美子） |
| おおさかシネマフェスティバル2010         | - 主演男優賞 |
| 第31回ヨコハマ映画祭                     | - 作品賞 - 脚本賞 - 撮影賞（柳島克己） - 助演男優賞（松重豊） - 特別大賞（八千草薫） |
| 第83回キネマ旬報ベスト・テン             | - 日本映画ベスト・テン第1位 - 日本映画脚本賞 - 主演男優賞 - 読者選出日本映画監督賞 |
| 第64回毎日映画コンクール                 | - 女優助演賞（八千草薫） |
| 2009年度日本映画ペンクラブ賞             | - 日本映画部門ベスト1 |
| 第52回ブルーリボン賞                     | - 主演男優賞 - 助演男優賞（瑛太） - 監督賞 |
| 第19回東京スポーツ映画大賞               | - 主演男優賞 - 監督賞 |
| 第33回日本アカデミー賞                   | - 最優秀脚本賞 - 最優秀助演女優賞（余貴美子） - 優秀作品賞 - 優秀監督賞 - 優秀撮影賞（柳島克己） - 優秀照明賞（尾下栄治） - 優秀録音賞（白取貢、加藤大和） - 優秀編集賞（宮島竜治） - 優秀主演男優賞 - 優秀助演男優賞（瑛太） |
| 第12回日本シナリオ作家協会               | - 菊島隆三賞（西川美和） |
| 芸術選奨文部科学大臣映画部門             | - 新人賞（西川美和） |
| 新藤兼人賞                               | - SARVH賞2009（安田匡裕） |